# 公開放送
公開放送（こうかいほうそう）とは、テレビ、ラジオ番組において観客を集めて生放送、録画、録音を行うこと。番組収録を行う場合には公開録画（テレビ）、公開録音（ラジオ）とも呼ばれ、放送業界ではそれを略して、俗に公録（こうろく）とも呼ばれる事もある。

## 概要
1960年代〜1980年代のバラエティ番組では、自社のスタジオや自前のホール（ABCホールなど）よりも、首都圏・関西圏の都道府県や自治体が管理する公会堂やホールで公開放送される番組がたくさんあった。当時は『番頭はんと丁稚どん』（毎日放送）に代表されるように「局舎のスタジオ不足を補うため、外部の映画館等を借りる」といった事情も多く見られた。
ただ、放送中のトラブルが多発したことや警備上の問題等もあり、1990年代以降テレビ局関連施設以外の公会堂・ホールでの公開放送は減少傾向にある。有名なものではTBSの『8時だョ!全員集合』があり、2020年現在では『笑点』（日本テレビ）がこの方式を採用している。
現行のテレビ番組などでは毎回の収録毎に観客を集めて番組収録を行う事は珍しくないが、一般の番組観覧の観客の他に番組側で手配したエキストラ を観客として入れて、番組にとって必要な箇所で笑わせて声を収録するパターンも多い。
首都圏の民放ラジオ局の場合、スタジオの収容人数や保安上の問題により不特定多数の大人数を集めての公開放送が行われる事は少ない。そのため番組の節目や何等かのイベント等開催の際、事前に募集した観客を少人数ながら収容できる局内の一番広いスタジオ やライブハウス、多目的ホール等のイベント用施設を用意して公開放送を行う。地方の民放AMラジオ局には大人数を収容しての公開放送を目的として作られているラジオスタジオを所有している所も多い。
また、商業施設（ショッピングセンター、デパートなど）やショールーム、学校 で公開放送を行う場合には、関連した企業、団体などが番組スポンサーになっていたり、あるいは番組スポンサーが運営している施設で公開放送が行われる場合が多い。
一部の番組にはガラス張りで道路に面したスタジオ（主にサテライトスタジオ）で生放送もしくは収録を行い、通行人が収録の様子を見学できるものがあるが、これは通常公開放送とは呼ばれない。
過去の公開録音で最も大規模となったのは「関ジャニ∞のレコメン!史上最大の公開ラジオスペシャル」(2015年1月10日、京セラドーム大阪)で、約4万人を動員したイベントとなった。
NHKでは通常、スタジオ（みんなの広場ふれあいホール含む）やNHKホール、NHK大阪ホールで公開生放送/収録している番組を、随時地方都市の公会堂・音楽ホール・体育館などに出張して、そこから公開放送をする番組を「公開派遣番組」としている

## 主な公開放送番組（収録も含む）
※...自社及び関連施設以外で行なわれる

### テレビ
- NHK紅白歌合戦（総合テレビ、BS2、BS hi、ラジオ第1放送、NHKワールド、NHKワールド・ラジオ日本)
- NHKのど自慢（総合テレビ、BS2、ラジオ第1放送、NHKワールド・ラジオ日本）※[注 6]
- スタジオパークからこんにちは（総合テレビ）
- NHK歌謡コンサート（総合テレビ）（年数回※）
- 鶴瓶の家族に乾杯（総合テレビ）
- ザ少年倶楽部（総合テレビ）（年数回※）
- ごきげん歌謡笑劇団（総合テレビ）※
- 着信御礼!ケータイ大喜利（総合テレビ）（年数回※）[注 7]
- みんなDEどーもくん（BSプレミアム）（年数回※）[注 8]
- BS日本のうた→新・BS日本のうた（BSプレミアム）※[注 9]
- クラシック倶楽部（BSプレミアム）（年数回※）
- 24時間テレビ 「愛は地球を救う」（日本テレビ）※
- 欽ちゃんの仮装大賞（日本テレビ）※
- 笑点（日本テレビ）※
- おもいッきりDON!（日本テレビ）
- 世界の果てまでイッテQ!（日本テレビ）
- ものまねバトル（日本テレビ）
- おしゃれイズム（日本テレビ）
- SUPER SURPRISE（日本テレビ）
- 99プラス（日本テレビ）
- エンタの神様（日本テレビ）
- 行列のできる法律相談所（日本テレビ）
- 深夜の音楽会（日本テレビ）
- 幸せの黄色い仔犬（中京テレビ）
- 8時だョ!全員集合（TBS）※
- 突撃! ヒューマン!!（日本テレビ）※
- 世界・ふしぎ発見!（TBS）
- 関口宏の東京フレンドパークII（TBS）
- アッコにおまかせ!（TBS）
- さんまのSUPERからくりTV（TBS）
- ぴったんこカン・カン（TBS）
- オレたち!クイズMAN（TBS）
- ザ・イロモネア（TBS）
- A-Studio（TBS）
- クイズ ALL FOR ONE（TBS）
- 痛快!明石家電視台（毎日放送）
- 笑っていいとも!（フジテレビ）※
- ライオンのごきげんよう（フジテレビ）※[注 10]
- HEY!HEY!HEY! MUSIC CHAMP（フジテレビ）
- クイズ$ミリオネア（フジテレビ）
- 爆笑そっくりものまね紅白歌合戦スペシャル（フジテレビ）
- 新堂本兄弟（フジテレビ）
- クイズヘキサゴン2（フジテレビ）
- ペケポン（フジテレビ）
- さんまのまんま（関西テレビ）
- スタイルプラス（東海テレビ）[注 11]
- 題名のない音楽会（テレビ朝日）
- MUSIC STATION（テレビ朝日）
- さまぁ〜ず×さまぁ〜ず（テレビ朝日）
- クイズプレゼンバラエティー Qさま!!（テレビ朝日）
- 雨上がり決死隊のトーク番組アメトーーク!（テレビ朝日）[注 12]
- 新婚さんいらっしゃい!（ABC）
- 探偵!ナイトスクープ（ABC）
- 開運!なんでも鑑定団（テレビ東京）
- BS日本・こころの歌（BS日テレ）[注 13]

### ラジオ
- ラジオ体操 夏期・特別巡回ラジオ体操（ラジオ第1放送）※[注 14]
- ラジオ深夜便（ラジオ第1放送、NHK-FM放送）※[注 15]
- ここはふるさと 旅するラジオ（ラジオ第1放送、NHK-FM放送、NHKワールド・ラジオ日本）※[注 16]
- 民謡をたずねて（ラジオ第1放送、NHK-FM放送、NHKワールド・ラジオ日本）※
- 歌の散歩道（ラジオ第1放送、NHKワールド・ラジオ日本）年数回※[注 17]
- 真打ち競演（ラジオ第1放送）※[注 18]
- ふるさと自慢うた自慢&ふるさと自慢コンサート（ラジオ第1放送）※
- 上方演芸会（ラジオ第1放送（大阪放送局制作））※[注 19]
- かんさい土曜ほっとタイム（ラジオ第1放送（大阪放送局制作））[注 20]
- 文芸選評/歌の日曜散歩（ラジオ第1放送）（年数回※）[注 21]
- 毒蝮三太夫のミュージックプレゼント（TBSラジオ）
- ラジオ・チャリティー・ミュージックソン（ニッポン放送）
- ヤングタウンTOKYO（TBSラジオ）
- ロッテヤンスタNo1（ニッポン放送）
- ニッポン放送 THEラジオパーク in 日比谷（ニッポン放送）
- ラジオ寄席（TBSラジオ）※[注 22]
- 林原めぐみのTokyo Boogie Night（TBSラジオ）[注 23]
- 林原めぐみのHeartful Station（ラジオ関西）[注 23]
- ららぽーとMUSIC JAM（ベイエフエム）[注 24]
- ウイークエンドバラエティ 日高晤郎ショー (STVラジオ)[注 25]

## 主な出来事・事件
- 1960年（昭和35年）3月2日 -横浜歌謡ショー将棋倒し事故が発生。ラジオ関東が横浜市内で行った公開録音で発生した事故。死者12人、重軽傷者14人[4]。